# Riksgränsen
Riksgränsen (wörtlich „Reichsgrenze“) ist eine Ortschaft in der schwedischen Provinz Norrbottens län und der historischen Provinz Lappland. Der Ort liegt an der schwedisch-norwegischen Grenze. 1995 hatte Riksgränsen noch 55 ständig dort lebende Einwohner. Bis 2000 sank diese Zahl jedoch unter 50, sodass Riksgränsen den Status eines småort verlor.

## Lage
Der Ort, der in der Gemeinde Kiruna liegt, ist heute vor allem als Skiort bekannt. 1902 wurde dafür der Grundstein gelegt, als die Erzbahn von Luleå über Kiruna nach Narvik zum Eisenerztransport fertiggestellt wurde. Verbindungen im Personenverkehr bestehen nach Narvik in Norwegen sowie in das schwedische Boden und nach Stockholm.

## Klima
Riksgränsen liegt im Skandinavischen Gebirge auf einer Höhe von über 500 Metern über dem Meeresspiegel und ist sowohl dem maritimen Einfluss des Nordatlantikstroms als auch kontinentalen Luftmassen aus östlicher Richtung ausgesetzt. Dadurch hat der Ort niedrige Sommertemperaturen und sehr lange Winter. Eine geschlossene Schneedecke kann bereits Anfang Oktober entstehen, sie verschwindet nicht selten erst im Juni. Mit einer Jahresmenge von durchschnittlich 1005,6 mm ist Riksgränsen einer der niederschlagsreichsten Orte Schwedens. Die Schneehöhe kann über zwei Meter liegen, während extreme Temperaturen von unter −30 °C, die sonst im östlicheren Lappland häufig sind, in Riksgränsen wegen der Nähe zum Atlantik eher selten vorkommen. Da lediglich ein Monat eine Durchschnittstemperatur von über 10 °C erreicht, ist das Klima Riksgränsens subarktisch oder kaltgemäßigt (Effektive Klimaklassifikation: Dfc).
|                        | Jan   | Feb   | Mär   | Apr  | Mai  | Jun  | Jul   | Aug   | Sep   | Okt   | Nov  | Dez   |   |         |
| Mittl. Temperatur (°C) | −11,4 | −10,5 | −8,1  | −3,8 | 2,0  | 7,2  | 10,1  | 8,9   | 4,5   | −0,5  | −5,6 | −9,6  | ⌀ | −1,4    |
| Mittl. Tagesmax. (°C)  | −3,7  | −7,3  | −4,9  | −2,1 | 5,7  | 10,8 | 12,7  | 12,5  | 7,1   | 2,9   | −1,3 | −4,4  | ⌀ | 2,4     |
| Mittl. Tagesmin. (°C)  | −17,0 | −18,1 | −13,8 | −6,6 | −1,4 | 5,2  | 7,8   | 6,9   | 1,2   | −5,7  | −8,5 | −13,9 | ⌀ | −5,3    |
|                        |       |       |       |      |      |      |       |       |       |       |      |       |   |         |
| Niederschlag (mm)      | 87,3  | 75,0  | 57,5  | 53,1 | 49,1 | 69,4 | 102,5 | 106,3 | 100,3 | 126,7 | 86,4 | 92,0  | Σ | 1.005,6 |

| −17,0 |

| −18,1 |

| −13,8 |

| −6,6 |

| −1,4 |

| 5,2 |

| 7,8 |

| 6,9 |

| 1,2 |

| −5,7 |

| −8,5 |

| −13,9 |

| −17,0 |

| −18,1 |

| −13,8 |

| −6,6 |

| −1,4 |

| 5,2 |

| 7,8 |

| 6,9 |

| 1,2 |

| −5,7 |

| −8,5 |

| −13,9 |

## Persönlichkeiten
- Sven Hörnell (1919–1992) – der schwedische Fjäll-Fotograf hatte von 1940 bis 1992 sein Fotostudio in Riksgränsen

## Galerie

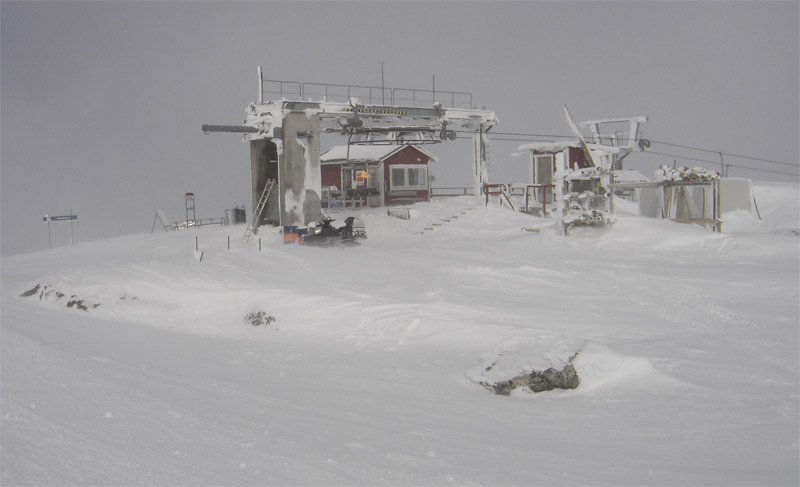
Liftanlage im Skigebiet
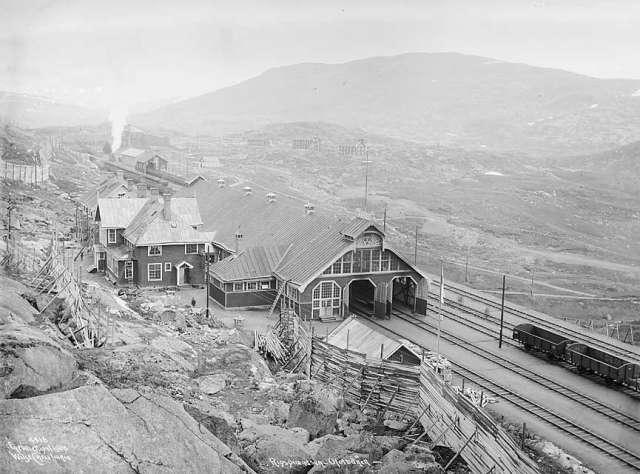
Der Bahnhof (1906)
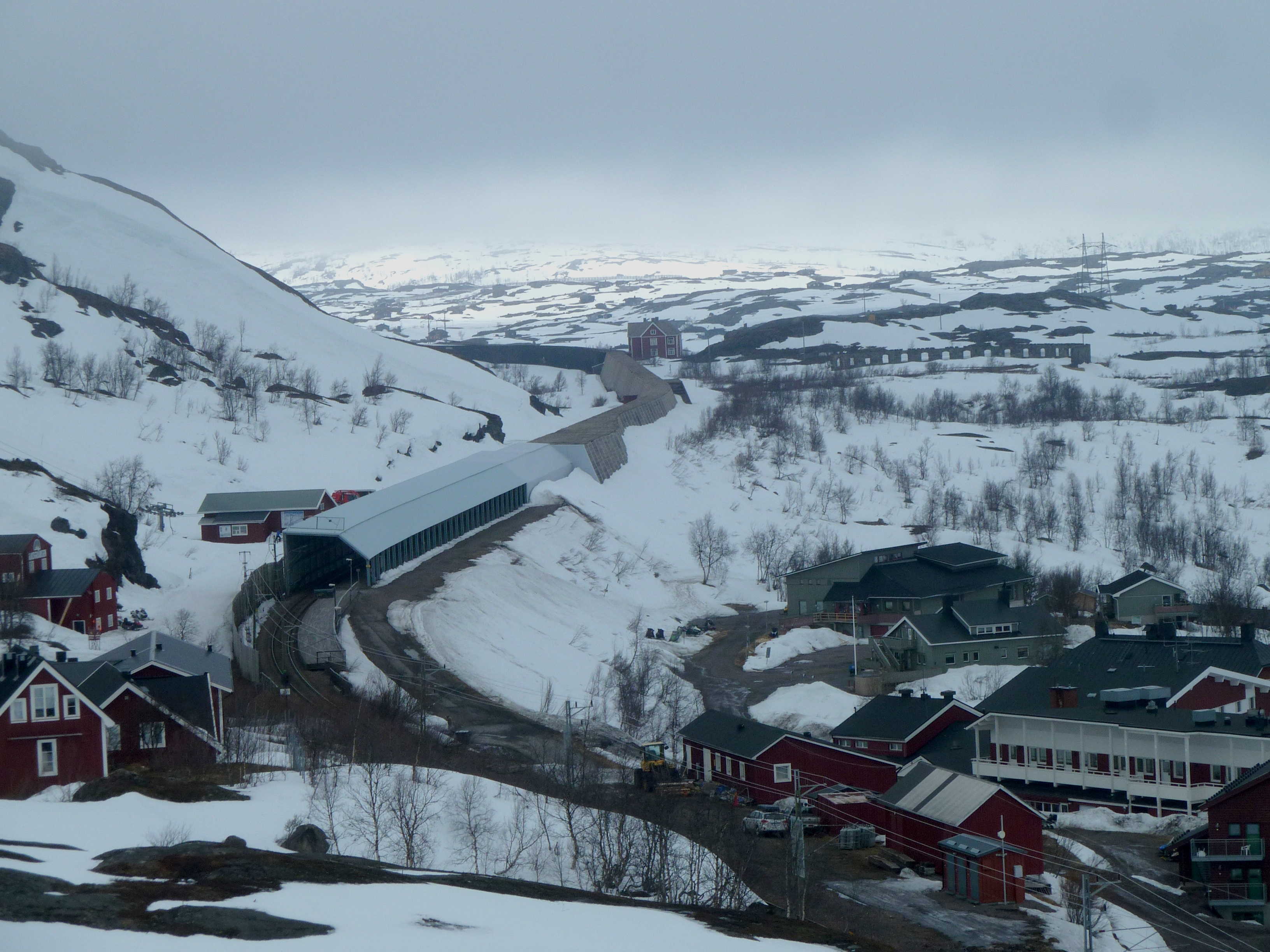
Schneegalerie an der Erzbahn
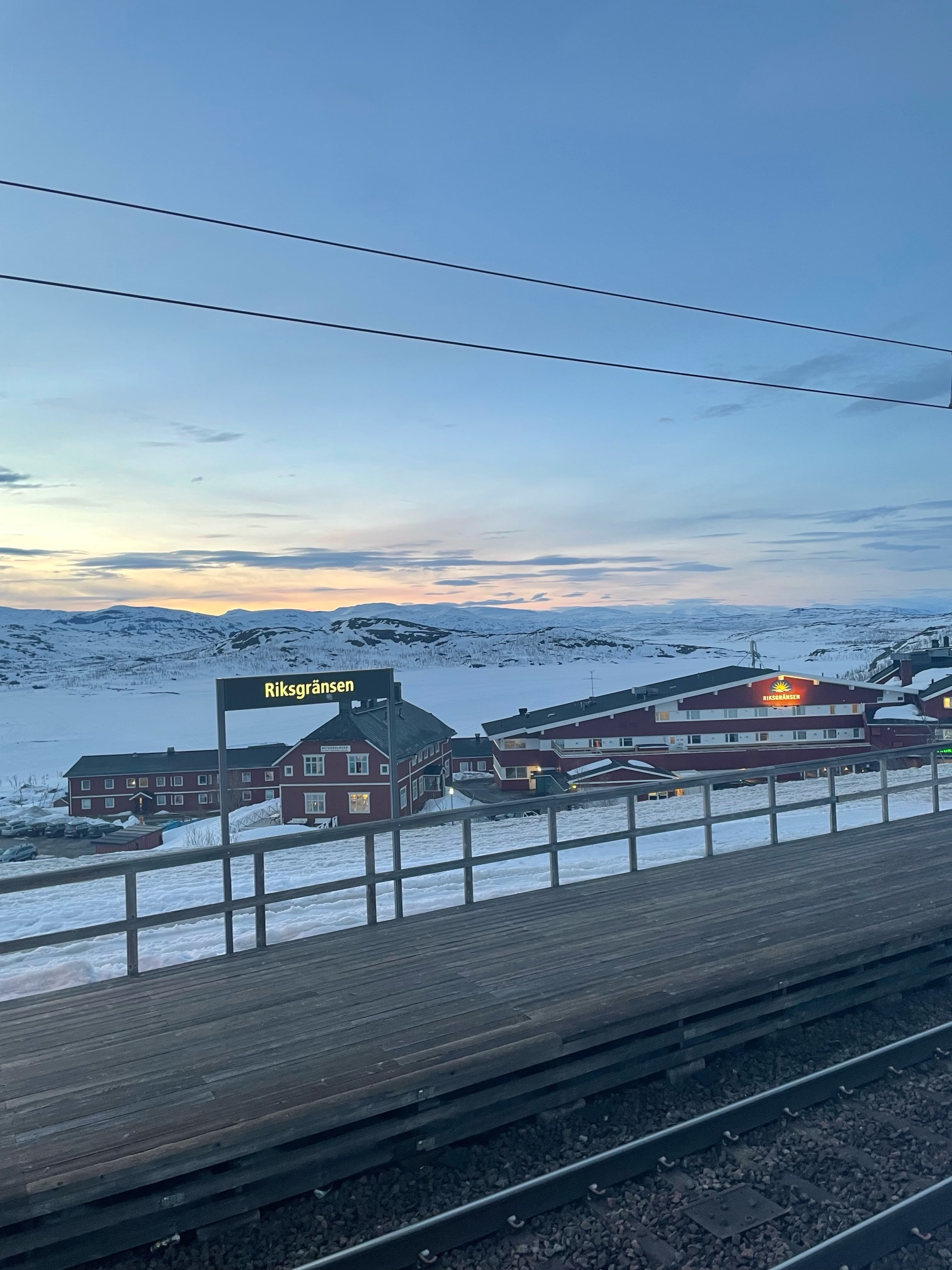
Bahnsteig mit Meteorologen Ski Lounge und Hotel im Hintergrund